# NGC 2833
NGC 2833 est une galaxie lenticulaire située dans la constellation du Lynx. NGC 2833 a été découverte par le physicien irlandais George Stoney en 1850.

## Caractéristiques
Sa vitesse par rapport au fond diffus cosmologique est de 7 532 ± 17 km/s, ce qui correspond à une distance de Hubble de 111,1 ± 7,8 Mpc (∼362 millions d'al).

### Classification
Wolfgang Steinicke et le professeur Seligman classent cette galaxie comme une spirale, mais on ne voit aucun bras sur l'image de l'étude SDSS. Le classement de galaxie lenticulaire par la base de données NASA/IPAC semble plus approprié.